# Bolbobaineus planiceps
Bolbobaineus planiceps is een keversoort uit de familie cognackevers (Bolboceratidae). De wetenschappelijke naam van de soort werd in 1873 gepubliceerd door Macleay.